# Port Boulogne Calais
 (octobre 2017).

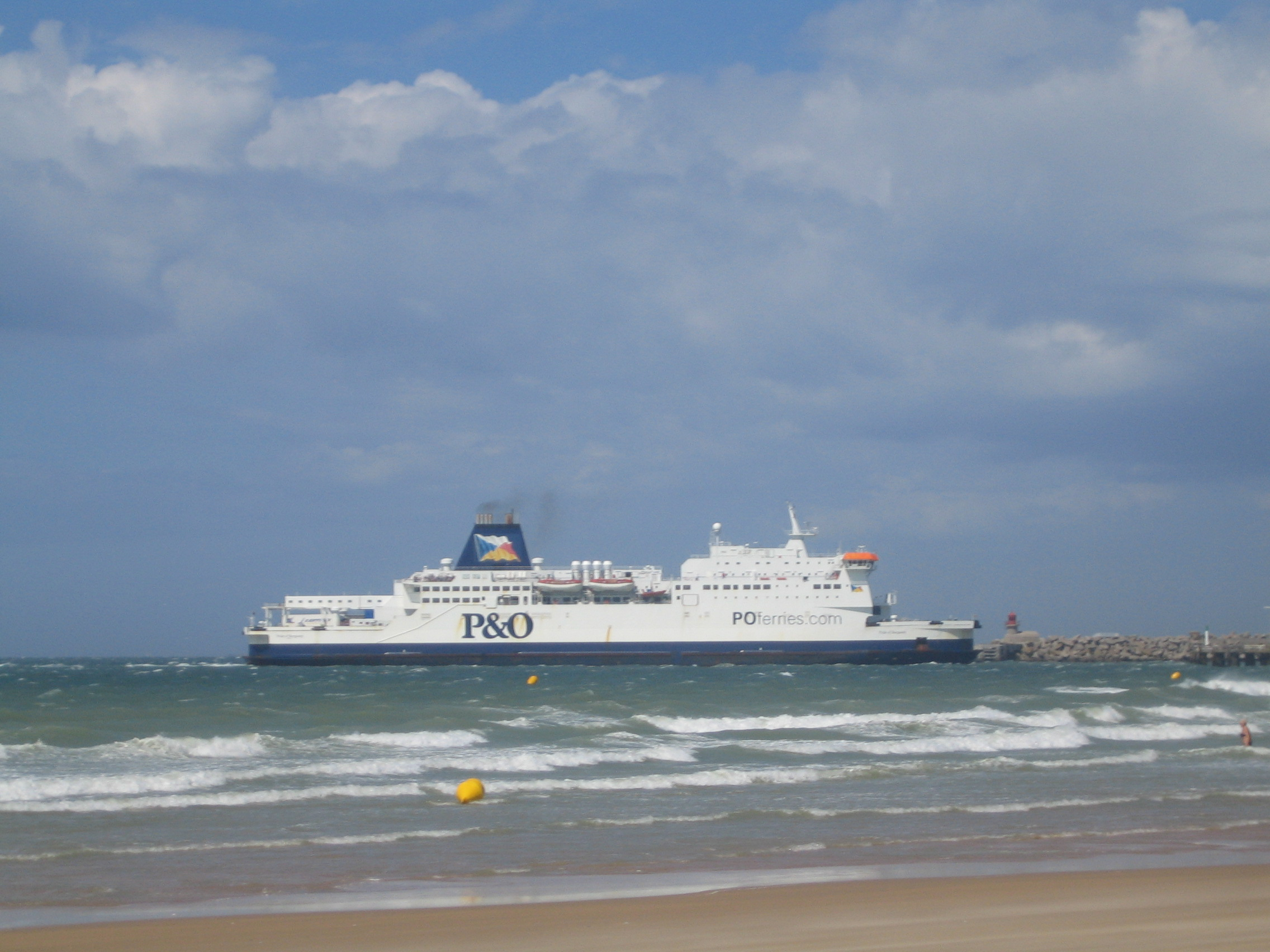
Un ferry britannique à Calais en 2008.

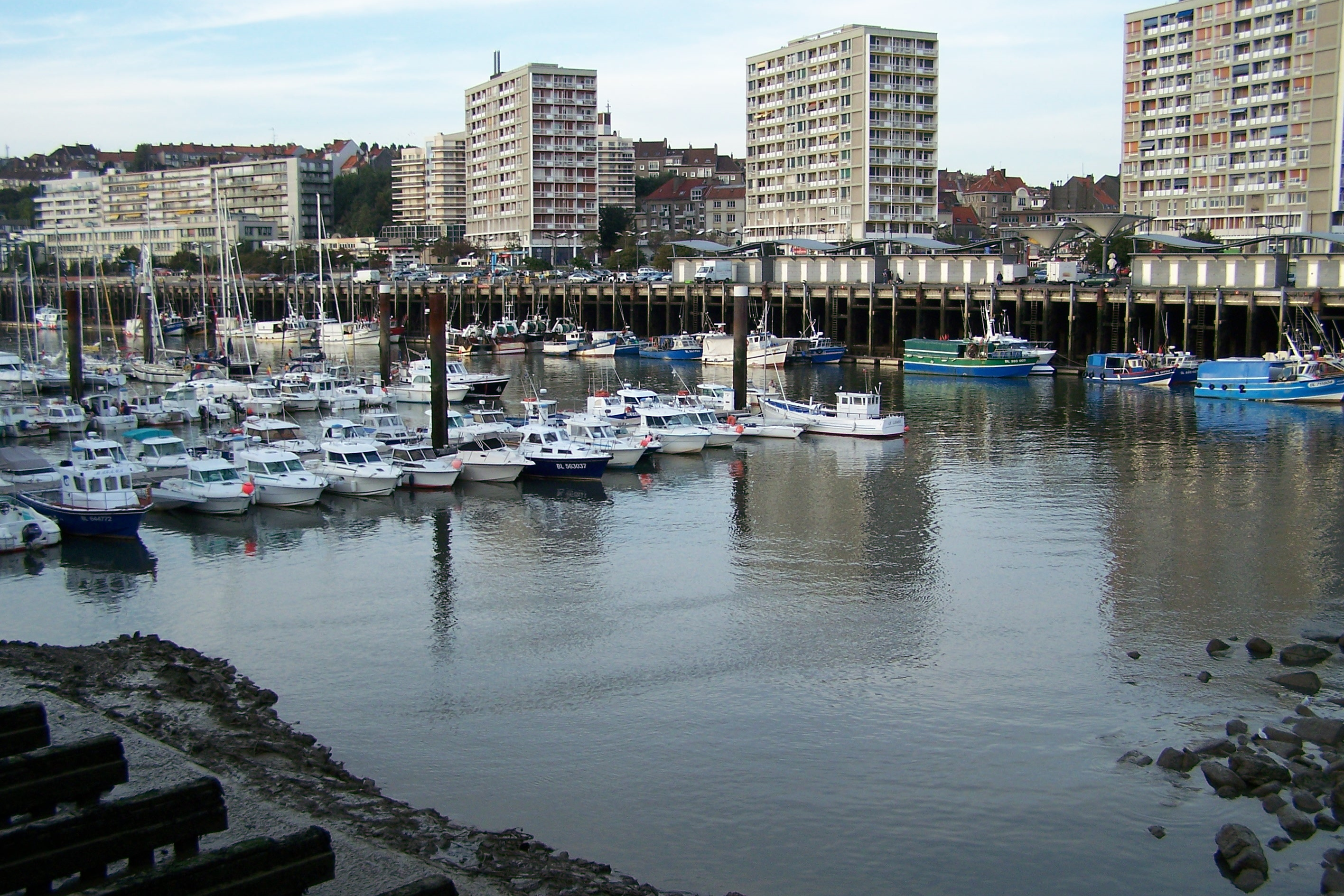
Port de plaisance de Boulogne en 2006.

Le Port Boulogne Calais est un ensemble portuaire regroupant les sites portuaires de Boulogne-sur-Mer et de Calais.
Depuis 2015, les ports de Calais et de Boulogne, devenus port unique sous le nom « Port Boulogne Calais », sont gérés par la Société d’Exploitation des Ports du Détroit (SEPD) dans le cadre d’une délégation de service public confiée par la région des Hauts-de-France, propriétaire de ces ports. Ces plateformes d’activités à la fois centrées sur le transport transmanche et la pêche lui permettent d’être reconnu comme le 1er port français de pêche, 1er port d’Europe continentale de voyageurs, centre leader européen de la transformation des produits de la mer et 2e port européen Ro-ro (roff on – roll off).
En 2016, plus de 9 millions de passagers ont fait confiance au Port Boulogne Calais pour traverser la Manche et 45 millions de tonnes de marchandises ont transité par Calais faisant du Port Boulogne Calais, un point de passage privilégié entre la France et le Royaume-Uni. À Boulogne-sur-Mer, ce sont plus de 300 000 tonnes de produits de la mer qui ont été transformées et commercialisées, qui font du Port Boulogne Calais, le centre leader européen de la transformation et de commercialisation des produits de la mer.

## Le port de Calais
Le port de Calais, situé à 32 km des côtes britanniques est le point de passage le plus court entre le continent et les iles britanniques. L’Axe Calais-Douvres représente à ce titre un lien vital entre la France et les iles britanniques. Premier port français pour le de trafic transmanche et premier port d’Europe continentale de voyageurs, environ 10 millions de passagers ont traversé la Manche depuis le port de Calais alors que près de 43 millions de tonnes de marchandises ont transité depuis le port de Calais vers Douvres.

## Le port de Boulogne-sur-Mer
Le port de Boulogne-sur-Mer est le premier port de pêche français en volume avec 33 628 de tonnes débarquées et 2e en valeur avec 77,8 millions d’euros, après le port de Lorient. Situé au bord du détroit le plus fréquenté du monde par le trafic maritime international, il fut également un important port de liaison avec l'Angleterre jusqu'à la fin du XXe siècle.
Le port de Boulogne concentre toutes les activités de la filière halieutique sur un même site qui fait de lui le centre leader européen de la transformation et de la commercialisation des produits de la mer.